# Gyárfás Dezső
Gyárfás Dezső, született: Gottesmann Dezső, beceneve: Gyafi (Csökmő, 1882. szeptember 18. – Budapest, 1921. január 17.) színész, komikus, kupléénekes, a pesti kabaré úttörője.

## Pályafutása
Gottesmann József (1858–1935) és Fohn Eszter gyermekeként született izraelita családban. Szülei kocsmárosok voltak. Elemi iskoláit Csökmőn végezte, azután nyomdászinas lett, de rájött, hogy a színi pálya érdekli, ezért 1899-ben beiratkozott a Vígszínház színésziskolájába, ahol Silberstein-Ötvös Adolf felfedezte tehetségét és pártfogásába vette. 1904-ben a Sziklay Kornél Kis Színkörének tagja lett, majd elszerződött a Tarka Színpadhoz, melynek ő volt az első magyar kabarészínésze. 1916-ban a Csodapók című operettben aratott sikert, de igazi népszerűségre a Fővárosi Orfeumban tett szert, ott aratta legnagyobb sikereit. Kupléi, sanzonjai közismertek, közkedveltek voltak. 
1916–17-ben a Népoperában lépett fel, 1917-ben a Magyar Színház, 1918-ban a Király Színház látta vendégül. 1918-ban megválasztották a Magyarországi Artista Egyesület elnökévé. 1919-ben a városligeti Scala Színházban a Szép Heléna című operettben nagy sikerrel játszotta Menelaus szerepét. Utoljára a Fővárosi Orfeumban működött. 
Pályatársai körében nagy szeretetnek örvendett. Halála előtt Orfeum címmel személyes hangvételű könyvet írt, a könyv egyik fejezetében a színház és az orfeum között keresi életének igazi rendeltetését és művészetének célját. Kertész Mihály és Korda Sándor némafilmjeiben is szerepelt. Halálát szívroham okozta.
Felesége Déri Blanka kabaréművésznő volt, aki később Márkus Jenő kenyérgyároshoz ment feleségül.

## Fontosabb színpadi szerepei
- Hoffmann Tamás (Gábor Andor: Dollárpapa)
- Kosztics Ottó (Bródy Sándor: A szerető)
- Török Pál (Lehár Ferenc: Pacsirta)

## Filmszerepei
- Doktor úr (1916) – igazgató
- A senki fia (1917) – Saxenhauer, a milliomos
- Harrison és Barrison (1917) – Bill
- Faun (1918) – öreg faun
- Harrison és Barrison II (1918) – Bill
- Se ki, se be (1919) – Robby Ricker, betörő
- Mary Ann (1919) – Jim

## Könyve
- Orfeum. Egy színész élete; Kultúra Ny., Bp., 1920